# Clé (structure de données)
Pour les articles homonymes, voir Clé.
En génie logiciel, la clé d'un objet est souvent un petit fragment de données, qui permet soit d'identifier un objet, soit de comparer entre eux des objets du même type.

## Élément de comparaison

### Dans les structures de données ordonnées
Les tableaux triés, les piles, les files, les tas, les ABO, etc., sont des structures qui rangent les données uniquement en fonction de leur clé. La clé est donc la plupart du temps une valeur numérique, ou bien une chaîne de caractères. Elle peut faire partie de l'objet (comme un champ dans une structure de données), ou bien simplement être calculable à partir de l'objet (comme une valeur de hachage).

#### Exemple
Considérons un objet Individu, ayant 3 champs: Nom, Prénom, Âge. Pour construire un classique listing d'individus triés par ordre alphabétique, on choisira le champ Nom comme clé. Si l'on veut les trier du plus jeune au plus âgé, on choisira plutôt le champ Âge comme clé.

## En cryptographie
- Clef de chiffrement